# 東日本大震災に対処するための特別の財政援助及び助成に関する法律
東日本大震災に対処するための特別の財政援助及び助成に関する法律（ひがしにほんだいしんさいにたいしょするためのとくべつのざいせいえんじょおよびじょせいにかんするほうりつ、平成23年5月2日法律第40号）は、東日本大震災に対処するため、地方公共団体等に対する特別の財政援助および社会保険の加入者等についての負担の軽減、農林漁業者、中小企業者等に対する金融上の支援等の特別の助成に関する日本の法律である。

## 構成
- 第一章　総則（第1条・第2条）
- 第二章　特別の災害復旧事業についての補助（第3条）
- 第三章　内閣府関係（第4条・第5条）
- 第四章　総務省関係（第6条 - 第24条）
- 第五章　財務省関係（第25条 - 第37条）
- 第六章　文部科学省関係（第38条 - 第43条）
- 第七章　厚生労働省関係（第44条 - 第105条）
- 第八章　農林水産省関係（第106条 - 第127条）
- 第九章　経済産業省関係（第128条 - 第134条）
- 第十章　国土交通省関係（第135条 - 第138条）
- 第十一章　環境省関係（第139条・第140条）
- 第十二章　防衛省関係（第141条・第142条）
- 第十三章　雑則（第143条）
- 附則